# Emil Cioran
Emil Cioran (pronunciació en romanés, AFI: [eˈmil t͡ʃjoˈran], Răşinari, 8 d'abril del 1911 - París, 20 de juny del 1995) fou un escriptor i filòsof romanés establert a França, on també era conegut com a Emil Michel Cioran. La major part de les seues obres es publicà en francès.

## Primers anys
Emil Cioran nasqué a Răşinari, comtat de Sibiu (a Transsilvània, part del territori austrohongarés en l'època). Son pare, Emilian Cioran, fou un sacerdot romanès ortodox, i sa mare, Elvira Cioran (de soltera, Comaniciu) era originària de Veneţia de Jos, un poblat proper a Făgăraş. El pare d'Elvira, Gheorghe Comaniciu, era notari públic i rebé el títol de baró per les autoritats imperials. Així, es pot dir que Emil Cioran, en virtut del llinatge matern, pertanyia a una petita família de nobles a Transsilvània.

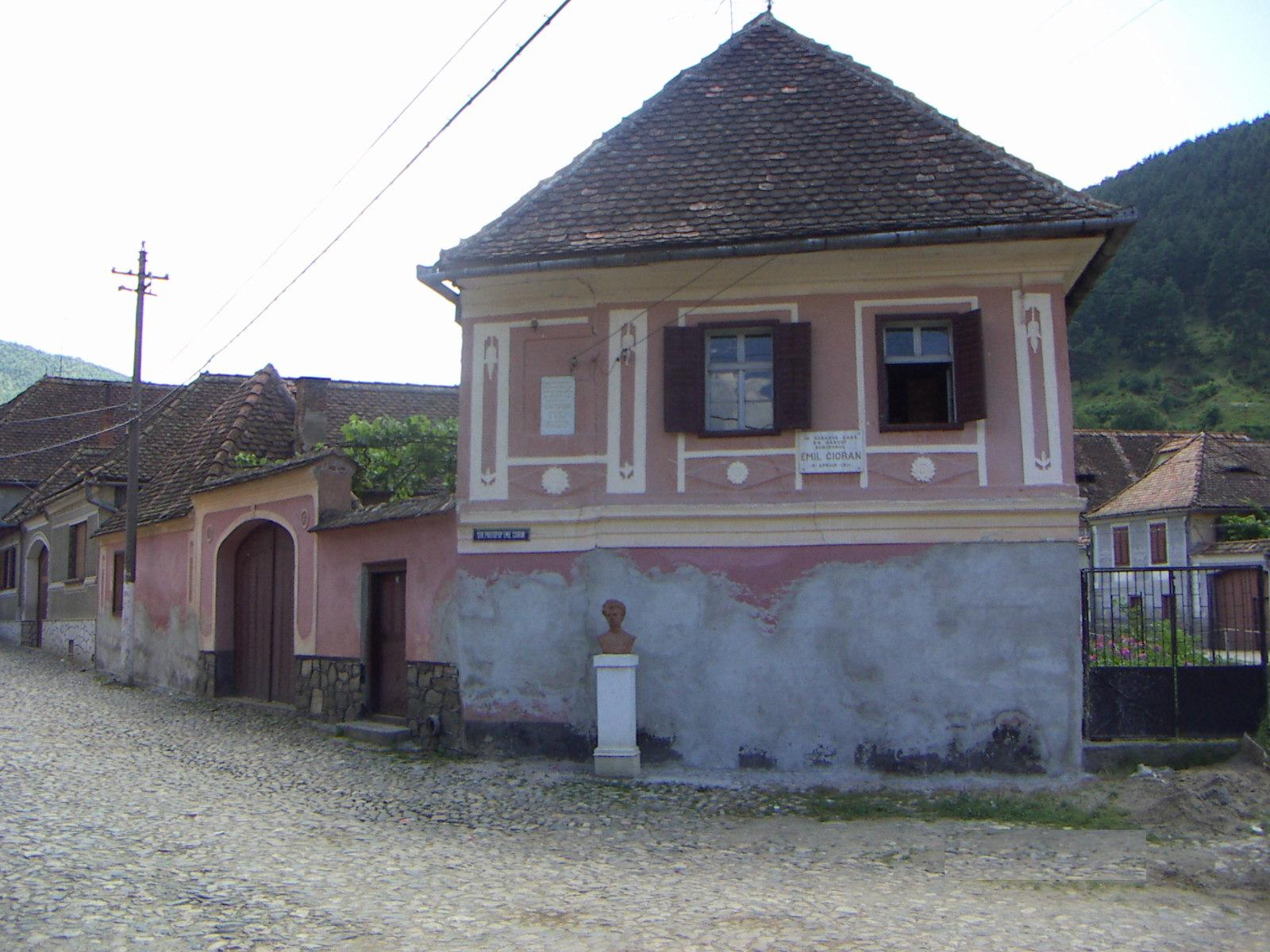
Casa de la família Cioran a Răşinari

Després d'estudiar ciències humanes al col·legi Georghe Lazăr a Sibiu, Cioran començà a estudiar filosofia a la Universitat de Bucarest, als 17 anys. En ingressar a la universitat, s'aproximà a Eugène Ionesco i Mircea Eliade. Tots tres serien amics durant molts anys. Feu amistat amb els futurs filòsofs romanesos Constantin Noica i Petre Ţuţea durant el període en què reberen ensenyament de Tudor Vianu i Nae Ionescu. Cioran, Eliade i Ţuţea esdevingueren adeptes a les idees del seu mestre Nae Ionescu -és a dir, un corrent denominat trăirism, que mesclava l'existencialisme amb el feixisme.
Absorbint influències germàniques, els seus primers estudis se centralitzen en Immanuel Kant, Arthur Schopenhauer i principalment Friedrich Nietzsche. Durant els seus estudis a la universitat, Cioran també fou influenciat per les obres de Georg Simmel, Ludwig Klages i Martin Heidegger, i també pel filòsof rus Lev Shestov, que uní la creença en l'arbitrarietat de la vida a la base del seu pensament. Cioran es graduà amb una tesi sobre Henri Bergson. Més tard, tanmateix, renegaria de Bergson, al·legant que aquest no comprenia la tragèdia de la vida.

## Carrera a Romania
El 1933, guanyà una beca d'estudis per a la Universitat de Berlín, on tingué contacte amb Nicolai Hartmann i Ludwig Klages. A Berlín, s'interessà per les accions del règim nazi i col·laborà amb una columna en el Vremea abordant l'assumpte (Cioran ací confessa: "No hi ha actualment cap polític que em desperte més simpatia i admiració que Hitler", i elogia la Nit dels ganivets llargs ("Què hi perdria la humanitat si la vida d'alguns imbècils fóra suprimida?") i, en una carta adreçada a Petro Comarnescu, es descriu com un "hitlerista". Cioran tenia una visió similar sobre el feixisme italià. Saludà les victòries de la Segona Guerra italoabisínia en afirmar que: "el feixisme és un xoc, sense el qual Itàlia és un compromís comparat amb la Romania de hui". El primer llibre de Cioran, Pe culmile disperării (En els cims de la desesperació), fou publicat a Romania el 1934 i guardonat amb el premi Commission i el Young Writers com un dels millors llibres escrits per un autor jove inèdit. Hi succeïren: Cartea amăgirilor (El llibre de les desil·lusions) (1936), Schimbarea la faţă a României (La transfiguració de Romania) (1936) i Lacrimi şi Sfinţi (Llàgrimes i sants) (1937), també publicats a Romania. Encara que no en fou membre efectiu, a Romania Cioran començà a interessar-se per les idees propagades per la Guàrdia de Ferro -una organització ultradretana, a la ideologia nacionalista de la qual va donar suport fins a l'inici de la Segona Guerra Mundial, malgrat desaprovar, suposadament, els seus mètodes violents.
Cioran fou crític en la segona edició de Schimbarea la faţă a României (La transfiguració de Romania), publicada en els anys 1990, eliminant del text diversos passatges que considerà extremistes o "pretensiosos i estúpids". L'obra expressava simpatia pel totalitarisme d'Adolf Hitler, tema present també en diversos articles publicats per Cioran en esta època, i que validava la "urbanització i la industrialització" com "dues obsessions d'un poble emergent". Marta Petreu, en el seu llibre An Infamous Paste: E.M. Cioran and the Rise of Fascism in Romania, publicat en anglès l'any 2005, fa una anàlisi profunda d'esta obra.
Mentrestant, fou difícil conciliar les seues primeres necessitats de modernització amb el tradicionalisme militar. El 1934, Cioran escrigué: "Trobe que el nacionalisme fèrtil, creatiu i vigorós de Romania només pot ser una mena de nacionalisme que no sols descarte la tradició, sinó que també hi renegue i la derrote". La desaprovació del que ell veia com a característiques essencialment romaneses era present en les seues obres ("En totes les màximes, tots els proverbis, totes les reflexions, el nostre poble expressa la mateixa timidesa davant la vida, la mateixa vacil·lació, la mateixa resignació... (...) Les bajanades de la quotidianitat romanesa són alienants."), que van ser criticades per la revista ultradretana Gândirea (el seu editor, Nichifor Crainic, es referia a Schimbarea la faţă com "una sangonosa i impietosa massacre de l'actual Romania, sense (deslliurar-la) del matricidi i del sacrilegi"), i també per diversos articles de la Guàrdia de Ferro.
Després de tornar de Berlín (1936), Cioran ensenyà filosofia al col·legi Andrei Şaguna, a Braşov, durant un any. El 1937, anà a viure a París després d'aconseguir una beca d'estudi de l'Institut Francés de Bucarest, que seria prolongada fins al 1944. Després de passar un curt període en la seua terra natal (de novembre del 1940 a febrer del 1941), Cioran no hi tornà més. En esta darrera estada a Romania, donà senyals de tindre relacions estretes amb la Guàrdia de Ferro, força dominant en l'època. El 28 de novembre, feu un discurs a la Ràdio Romanesa, controlada per l'estat, basat en el retrat de Corneliu Zelea Codreanu, el líder principal d'aquest moviment, que havia mort dos anys abans (lloant-lo per haver, ell i la Guàrdia de Ferro, "donat als romanesos un objectiu").
Començà a escriure el seu darrer llibre en romanès, Îndreptar pătimaş (El manual apassionat), el 1940. Esta obra no fou acabada fins al 1945. Més tard, Cioran renunciaria no sols al seu amor platònic per la Guàrdia de Ferro, sinó també a les seues idees nacionalistes, passant a expressar amb freqüència el seu penediment per la seua implicació emocional en estes causes. Per exemple, en una entrevista donada el 1972, condemnà eixes idees, referint-s'hi com "un complex de moviments; més que açò, un corrent i una secta malaltissos", i admeté: "Vaig descobrir llavors (...) el que significa ser llavat per un corrent sense la més mínima traça de convicció"(...). Hui sóc immune a aqueix tipus de coses".

## Carrera a França

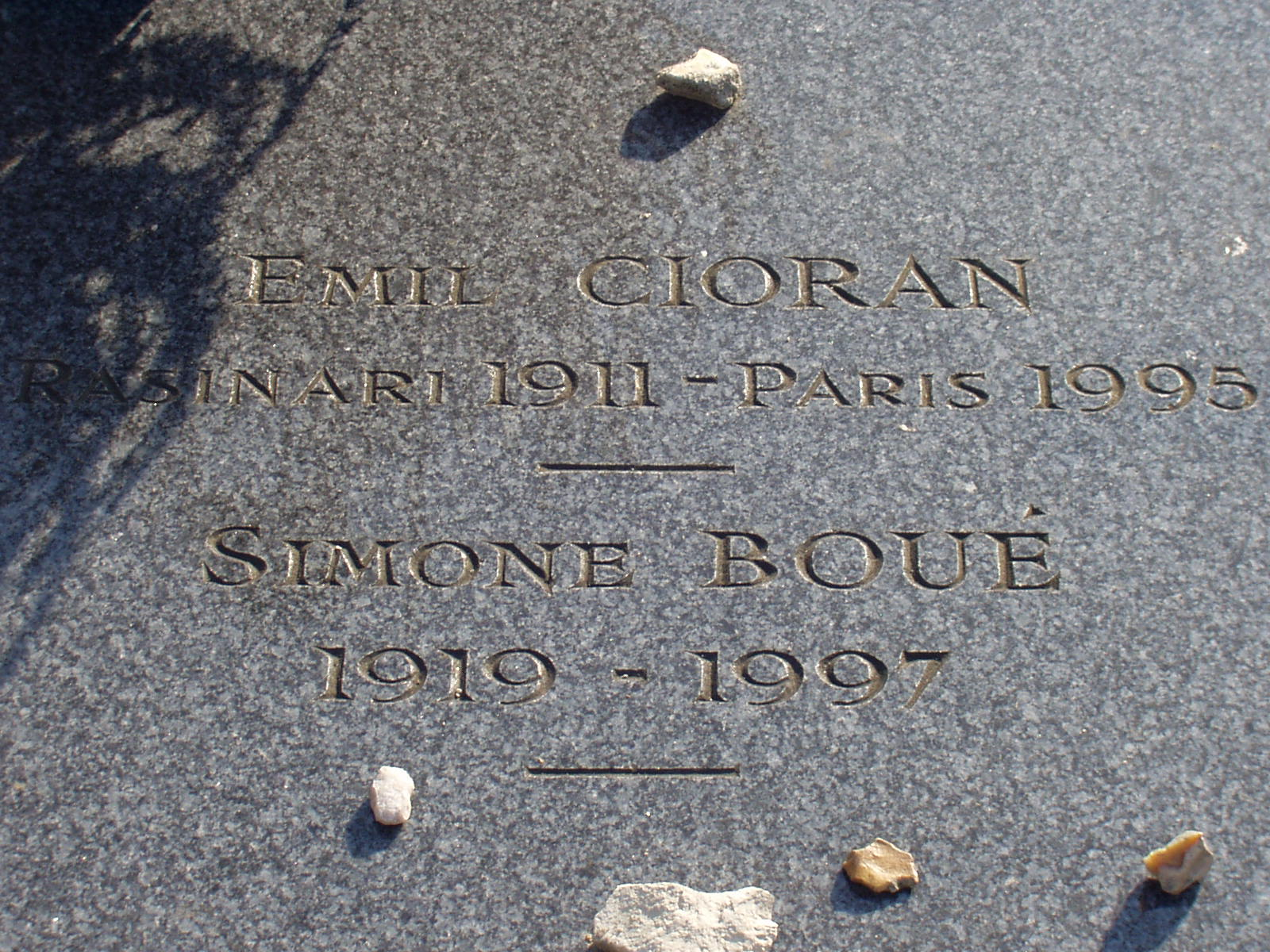
Tomba de Cioran -cementiri de Montparnasse, París

L'any 1937, registra la partida de Cioran cap a França, havent aconseguit una beca escolar a l'Institut Francès de Bucarest. Des del moment de la seua partença, Cioran publicà només llibres en francès (que foren molt apreciats, no sols pel seu contingut, sinó també per l'estil replet de lirisme i per la sofisticació del llenguatge). De fet, refusava escriure en romanès, accentuat fins a tal punt el deslligament del seu país, que fins a les cartes enviades als familiars eres escrites en francès.
El 1949, publicà el seu primer llibre en francès, Précis de Decomposition (Breviari de descomposició), en Gallimard -editorial que publicaria la major part dels seus llibres posteriorment- i va rebre el premi Rivarol el 1950. Més tard, Cioran passà a refusar tots els premis literaris que li eren conferits. Establí residència permanent al barri Llatí de París. Visqué la major de la seua vida aïllat, evitant el contacte amb el públic. A pesar d'això, tenia molts amics, amb els quals conversava amb freqüència, com ara Mircea Eliade, Eugène Ionesco, Paul Celan, Samuel Beckett o Henri Michaux.
El 1995 mor a París a causa de la malaltia d'Alzheimer.

## Difusió de les seues obres
A Espanya, el filòsof Fernando Savater va traduir i introduir les seues obres.

## Estil i temes principals
Exhaurint el seu interès per la filosofia conservadora, ja en la joventut, Cioran criticava el pensament sistemàtic i l'especulació abstracta, i defensava les reflexions personals i el lirisme apassionat. "No invente res; simplement, sóc el missatger de les meues sensacions", afirmaria més tard.
El pessimisme marcaria els seus treballs posteriors, com a visibles traços crítics girats cap a la seua infància (el 1935, sa mare li havia dit que, si haguera sabut que seria tan infeliç, l'hauria avortat). El pessimisme de Cioran, tanmateix (que pot ser qualificat d'escepticisme, o igualment de nihilisme), és capaç d'existir, romanent, en la seua manera particular de ser, alegre; no és un pessimisme que es remunte cap als seus simples orígens, al qüestionament dels orígens individuals. Quan la mare li parlà sobre l'avortament, ell admeté que allò no el pertorbà, i sí que despertà dins seu una sensació extraordinària que el va conduir a una visió sobre la naturalesa de l'existència ("Jo sóc només un accident. Per què portar això tan seriosament" -diria més tard, en referir-se a aquest incident).
Les seues obres retrataven sovint una atmosfera de turment i tortura, situacions que Cioran visqué i que foren dominades pel lirisme, sempre propens a expressar sentiments violents. Els llibres que escrigué en romanés, quan era jove, s'identifiquen més amb esta característica. Preocupat per la qüestió de la mort i el sofriment, estigué atret per la idea del suïcidi, pensant que esta era una idea que podria ajudar l'individu a continuar vivint, una idea que explorà profundament en el seu llibre Pe culmile disperării (En els cims de la desesperació). El tema de l'alienació de l'ésser humà, el més prominent dels temes existencials presentats per Jean-Paul Sartre i Albert Camus, és formulat així, el 1932, pel jove Cioran: "Seria l'existència el nostre exili i el buit la nostra pàtria?". Les obres de Cioran comprenen també molts altres temes com: el pecat original, el sentit tràgic de la història, la fi de la civilització, la negació de la consolidació per la fe, l'obsessió de l'absolut, la vida com a expressió de l'exili metafísic de l'ésser humà, etc. Era un pensador apassionat per la història, la qual estudià profundament a la universitat. Llegí els autors relacionats amb els períodes considerats "decadents". Autors com Oswald Spengler influenciaren la filosofia política de Cioran, en oferir reflexions gnòstiques sobre el destí de l'ésser humà i de les civilitzacions. D'acord amb Cioran, "una vegada que l'ésser humà es manté en contacte amb els seus orígens i no es dissocia de si mateix, resistix la decadència. Hui, l'ésser humà camina vers la seua mateixa destrucció mitjançant l'autoobjectivació de la producció i reproducció implacables, de l'excés d'autoanàlisi i transparència, mitjançant un triomf artificial".
Pel que fa a Déu, Cioran observà que "sense Bach, Déu seria només un mer coadjuvant" i que "la música de Bach és l'únic argument que prova que la creació de l'univers no pot ser vista com un gran error".
William H. Gass es referia a l'obra de Cioran com "un romanç filosòfic sobre temes moderns com: l'alienació, l'absurd, la futilitat, la decadència, la tirania de la història, la vulgaritat dels canvis, la consciència com agonia, la raó com a malaltia".
Irònicament, Cioran esdevingué famós quan començà a escriure en francès, un idioma amb el qual bregava des de la joventut. L'ús de l'idioma adoptat rarament fou tan contundent com l'ús de l'idioma romanès. Aquest últim oferia els recursos de l'originalitat d'entonació.

## Manuscrits
Després de la mort de Simone Boué, companya de Cioran durant bona part de la seua vida, una sèrie de manuscrits (al voltant de trenta quaderns) escrits per ell foren trobats a l'apartament on vivien per un negociant, que intentà subhastar-los el 2005. Mentrestant, per decisió del Tribunal d'Apel·lació de París, la seua comercialització fou vetada. Aquest procés encara es troba pendent a França. Entre estos manuscrits, la majoria esborranys de treballs ja publicats, fou trobat un diari inèdit que descriu la seua vida després del 1972 (any en què s'oculten els quaderns). El document és d'un gran interès per a lectors i editors, i és probablement el darrer treball no publicat de Cioran.

## Aforismes
- "En un món sense malenconia els rossinyols es posarien a rotar."
- "Ningú no pot conservar la seua soledat si no sap fer-se odiós."
- "La meua visió de l'avenir és tan precisa, que si tinguera fills els escanyaria immediatament."
- "Haver comés tots els crims, excepte el de ser pare."
- "Interrogar-se per l'ésser humà durant anys! Impossible exagerar més el gust per allò que és malsà."
- "Algú fa servir contínuament la paraula "vida"? Sapigueu que és un malalt."
- "Com més es detesta els éssers humans, més madur s'està per a Déu, per a un diàleg amb ningú."
- "Una obra viu pels malentesos que suscita."
- "L'orgasme és un paroxisme; la desesperació, un altre. El primer dura un instant; el segon una vida."
- "El fet que la vida no tinga sentit és una raó per a viure, l'única en realitat."
- "Estimar el proïsme és quelcom inconcebible. Potser es demana un virus que estime un altre virus?"
- "Sense Bach, Déu seria un personatge de tercera categoria"

## Obres

### En romanès
- Pe culmile disperării (En els cims de la desesperació, 1934)
- Cartea amăgirilor (El llibre de les desil·lusions, 1936)
- Schimbarea la faţă a României (La transfiguració de Romania, 1936)
- Lacrimi şi Sfinţi (Llàgrimes i sants, 1937)
- Amurgul gândurilor (El crepuscle dels pensaments, 1940)
- Îndreptar pătimaş (El manual apassionat [1941-1944], 1991)

### En francés
- Mon pays/Ţara mea (El meu país. Escrit en francés, fou publicat per primera vegada a Romania en un volum bilingüe, 1996)
- Précis de décomposition (Breviari de descomposició, 1949)
- Syllogismes de l'amertume (Silogismes de l'amargor, 1952)
- La tentation d'exister (La temptació d'existir, 1956)
- Histoire et utopie (Història i utopia, 1960)
- La chute dans le temps (La caiguda en el temps, 1964)
- Le mauvais démiurge (El malvat demiürg, 1969)
- De l'inconvénient d'être né (De l'inconvenient d'haver nascut, 1973)
- Écartelèment (L'esquinç, 1979)
- Exercices d'admiration (Exercicis d'admiració, 1986)
- Aveux et anathèmes (Confessions i anatemes, 1987)
- Cahiers (Quaderns, 1997)

### Traduccions al català
- El crepuscle dels pensaments. Traducció al català d'Amurgul gândurilor. Traducció de Virgil Ani, Joan Fontana, Gemma Cervera, Teresa Suñol i Federico Ferreres. Barcelona: Viena, 2017.,[3][4]
- De l'inconvenient d'haver nascut. Traducció d'Andreu Gomila. Barcelona. Editorial Empúries, 2019.